# Mönch
Mönch är ett berg i det berömda Eiger, Mönch och Jungfrau-massivet i Berner Oberland i Schweiz. 
Berget är 4 107 meter högt och bestegs för första gången av Christian Almer, Christian Kaufmann, Ulrich Kaufmann och Sigismund Porges den 15 augusti 1857. Normalleden, som också är den enklaste vägen att bestiga berget, går via sydöstkammen och tar cirka två timmar.
Järnvägslinjen Jungfraubahn är insprängd i berget och går bland annat genom Mönch upp till Europas högst belägna järnvägsstation Jungfraujoch (3454 m ö.h.). Den 9,3 km långa linjen har även två stationer inne i tunneln som är försedda med panoramafönster i bergväggen.